# Placonotus patruelis
Placonotus patruelis là một loài bọ cánh cứng trong họ Laemophloeidae. Loài này được Thomas miêu tả khoa học năm 1984.